# Elise Bergman
Gustava Elisabet (Elise) Bergman, född 9 juli 1842 i Södra Åkarp, död 15 november 1924 i Kristianstad, var en svensk konstnär och teckningslärare. 
Elise Bergman fick sin utbildning i Malmö och därefter på Slöjdskolan i Stockholm 1869–1871 samt vid Konstakademien i Stockholm 1870–1877. Hon var ritlärare vid Nyköpings elementarläroverk för pojkar och senare vid Uddevalla elementarläroverk för flickor och pojkar i 30 år. Bergman hade även en privat målarskola i Uddevalla.
Hon målade landskap med skånska motiv. Bergman finns representerad vid bland annat Nationalmuseum i Stockholm och Länsmuseet Gävleborg.
Elise Bergman är begravd på Sankt Pauli norra kyrkogård i Malmö.